# Wilczanka
Wilczanka (prononciation [vilˈt͡ʂaŋka]) est un village de la gmina de Żyrzyn du powiat de Puławy dans la voïvodie de Lublin, situé dans l'est de la Pologne.
Il se situe à environ 7 kilomètres au nord-ouest de Żyrzyn (siège de la gmina), 16 kilomètres au nord de Puławy (siège du powiat) et 50 kilomètres au nord-ouest de Lublin (capitale de la voïvodie).

## Histoire
De 1975 à 1998, le village est attaché administrativement à l'ancienne voïvodie de Lublin.

Depuis 1999, il fait partie de la nouvelle voïvodie de Lublin.